# Auerstedt
 (février 2018).
Si vous disposez d'ouvrages ou d'articles de référence ou si vous connaissez des sites web de qualité traitant du thème abordé ici, merci de compléter l'article en donnant les références utiles à sa vérifiabilité et en les liant à la section « Notes et références ».
Auerstedt est un village et une ancienne commune du land de Thuringe (Allemagne). Depuis le 31 décembre 2012, il fait partie de la ville de Bad Sulza. Il est situé à 40 km au nord-est de Weimar. Le 14 octobre 1806, la bataille d'Auerstedt, victoire de Davout sur les Prussiens, se déroule près d'Auerstedt. Elle lui valut le titre de duc d’Auerstæsdt.